# Carex involuta
Carex involuta är en halvgräsart som först beskrevs av Charles Cardale Babington, och fick sitt nu gällande namn av John Thomas Irvine Boswell Syme. Carex involuta ingår i släktet starrar, och familjen halvgräs. Inga underarter finns listade i Catalogue of Life.